# Alexei Álvarez
Alexei Álvarez Blanco (ur. 1994) – kubański zapaśnik walczący w stylu wolnym. Brązowy medalista mistrzostw panamerykańskich w 2022 roku.